# 町工場の娘
『町工場の娘 主婦から社長になった2代目の10年戦争』（まちこうばのむすめ しゅふからしゃちょうになったにだいめのじゅうねんせんそう）は、諏訪貴子によるビジネス書。2014年11月18日に日経BP社より刊行された。
2017年11月にNHK総合「ドラマ10」枠にて内山理名主演によりテレビドラマ化された。

## 概要
父の急逝により突如ダイヤ精機の社長を継ぐこととなった著者が、さまざまな障害にぶつかりつつも新たな経営手法を導入することで赤字経営が続いた会社を再建し「町工場の星」と称されるようになるまでの10年間の軌跡を、自らの生い立ちから父や兄への思いなども交えつつ綴った奮闘記。
- 第1章 突然、渡されたバトン - 結婚し専業主婦となっていた著者が、父の死により社長に就任するまでのいきさつを、著者自身の生い立ちを振り返りながら記す。
- 第2章 手探りの会社再生 - 社長に就任した著者が、会社を再生させるために社員や取引先と時にはぶつかりながら、「3年の改革」「人材育成」「フロンティア開拓」をキーワードに改革を実行する。
- 第3章 私の仕事論 - 仕事や経営に関する著者の思考習慣、行動スタイルを紹介する。

2016年3月には続編となる『ザ・町工場 「女将」がつくる最強の職人集団』が刊行された。続編ではダイヤ精機における著者の実践を、特に人材育成の面についてより掘り下げて紹介している。
- 序章 未来が描ける町工場に
- 第1章 「応募者ゼロ」からの大逆転
- 第2章 "見守り"で新入社員を育てる
- 第3章 「人財マップ」で若手を育てる
- 第4章 「頼むね」の刷り込みで幹部を育てる
- 第5章 ベテランを「最高の教官」に
- 第6章 「女将」のコミュニケーション論

## 書誌情報
- 町工場の娘 主婦から社長になった2代目の10年戦争（2014年11月18日、日経BP社、ISBN 978-4-8222-5056-0）
- ザ・町工場 「女将」がつくる最強の職人集団（2016年3月23日、日経BP社、ISBN 978-4-8222-5144-4）

## テレビドラマ
『マチ工場のオンナ』（マチこうばのオンナ）と題してNHK総合「ドラマ10」枠にてNHK名古屋放送局制作によりテレビドラマ化され、2017年11月24日から12月29日まで放送された。全7回。主演は内山理名で、本作がNHKの連続ドラマ初主演となった。

### あらすじ
専業主婦として夫・息子と暮らしていた有元光（32歳）は2004年、愛知県の町工場「ダリア精機（株）」を経営する父・泰造がガンの病で余命数日であることを知る。工場を守ると約束して泰造を看取った光だったが、経営経験はゼロ。頼るつもりだった夫・大は単身赴任で渡米してしまい、工場の幹部社員である勝俣や純三らは新社長の光の方針に猛反発。取引先の銀行からも軽くあしらわれるなど、数々の試練に見舞われる。だが、光は主婦として培った行動力を武器に困難に立ち向かい、徐々に周囲の理解を得ていく。

### 登場人物

#### 有元家
有元 光
演 - 内山理名
有元 大
演 - 永井大
有元 航太
演 - 山田羽久利

#### 須藤家
須藤 泰造
演 - 舘ひろし
須藤 百合子
演 - 市毛良枝

#### ダリア精機
勝俣 勉
演 - 竹中直人
花田 純三
演 - 柳沢慎吾
一ノ瀬 翔
演 - 吉村界人
川口 大樹
演 - 渡辺佑太朗
打越 和哉
演 - 忍成修吾
三枝 文雄
演 - 苅谷俊介

#### 愛知東西銀行
長谷川 隆史
演 - 村上淳
岡本支店長
演 ‐ 多田木亮佑

#### その他
坂野 二朗
演 ‐ 神戸浩

### スタッフ
- 原作 - 諏訪貴子『町工場の娘』（日経BP社刊）
- 脚本 - 大島里美
- 音楽 - 澁江夏奈
- 主題歌 - 松田聖子「新しい明日」
- 演出 - 末永創、佐藤譲、小野見知（NHK名古屋）
- 制作統括 - 吉永証（NHK名古屋）
- 制作・著作 - NHK名古屋放送局

### 放送日程
| 放送回 | 放送日   | サブタイトル        | 演出     | 備考                                       |
| ------ | -------- | ------------------- | -------- | ------------------------------------------ |
| 第1回  | 11月24日 | 大嫌いなお父さん    | 末永創   |                                            |
| 第2回  | 12月01日 | もみくちゃ主婦社長  | 末永創   |                                            |
| 第3回  | 12月08日 | 昨日の友は今日の敵  | 佐藤譲   |                                            |
| 第4回  | 12月15日 | 折れない心          | 佐藤譲   |                                            |
| 第5回  | 12月22日 | 不都合なウワサ      | 小野見知 |                                            |
| 第6回  | 12月29日 | さよなら ダリア精機 | 末永創   | 22:00 - 22:49に放送（この日は2話連続放送） |
| 最終回 | 12月29日 | 新しい明日          | 末永創   | 22:55 - 23:44に放送（この日は2話連続放送） |

- 2017年12月29日は『ニュース・気象情報』（22:50 - 22:55）放送による一時中断を挟んで2話連続放送。

### 関連商品
サウンドトラック
- 澁江夏奈 NHKドラマ10「マチ工場のオンナ」オリジナル・サウンドトラック（2017年12月4日、アイデアルミュージック、NGCS-1081）